# Dobromir (Constanța)
Dobromir est une ville de Roumanie, dans le județ de Constanța.

## Démographie
Lors du recensement de 2011, 57,76 % de la population se déclarent turcs — ce qui en fait la commune de Roumanie avec le plus fort pourcentage de Turcs —, 35,59 % roumains (6,56 % ne déclarent pas d'appartenance ethnique et 0,06 % déclarent appartenir à une autre ethnie).

## Politique
| Parti | Parti                           | Sièges |
| ----- | ------------------------------- | ------ |
|       | Parti social-démocrate (PSD)    | 6      |
|       | Parti national libéral (PNL)    | 5      |
|       | Parti Mouvement populaire (PMP) | 2      |